# جوليا سيرز
جوليا سيرز (بالإنجليزية: Julia Sears)‏ هي سفرجات أمريكية، ولدت في 1840، وتوفيت في 1929.